# Husayn Xah Arghun
Husayn Xah Arghun també conegut com a Mirza Xah Hasan ibn Xah Beg Arghun (1490 -1556), fou el fundador efectiu de la dinastia Arghun del Sind. Va néixer probablement a Kandahar on el 1490 governava el seu pare Xah Beg.
Quan Kandahar fou ocupada per Baber, Xah Beg va emigrar al Sind i es va establir als territoris de Sahl i Siwi (Sibi). El 1515 Husayn es va barallar amb el seu pare i es va posar al servei de Baber, però al cap de dos anys es va reconciliar amb el seu progenitor i va tornar al Sind on el pare el va enviar el 1520 a lluitar a favor del Jam Firuz, rei de Thatta (1492-1521) el territori del qual havia estat envaït el seu rival Jam Salah al-Din. Husayn va derrotar a aquest darrer i el va matar en un combat. Mort el seu pare Xah Beg (1521) es va proclamar sobirà del Sind Superior a Narpur on tenia establert el seu campament, i va exigir a Jam Firuz de reconèixer la seva sobirania; com que el rei de Thatta s'hi va negar va marxar cap a la capital i el va derrotar en un batalla sagnant prop de la ciutat, entrant a Thatta mentre Jam Firuz fugia cap al Gujarat on va morir a l'exili. Va establir la seva capital a Bhakkar.
El 1524 Husayn Xah va marxar contra Multan, conquerint pel camí les fortaleses de Siwrai, Mau i Uchchh; aquesta darrera fou saquejada. Mahmud Khan Langah (1502-1525) va sortir de la seva capital amb 80000 homes a l'encontre de l'invasor, però va morir de malaltia i el seu successor Husseyn Xah Langah II (1525-1527) va preferir signar un acord de pau. Llavors Husayn Xah Arghun va atacar la fortalesa del desert de Derawar (després Bahawalpur) que es deia que contenia un gran tresor, la qual va conquerir després de vèncer una resistència acarnissada. Després d'això va tornar a Multan que volia conquerir com fos (1526) i va assetjar Multan; el setge va durar un any; la gana va fer estralls i quan es van acabar els gats i gossos per menjar la guarnició es va rendir i la ciutat fou saquejada de manera salvatge fent un botí enorme; tots els habitants de 7 a 70 anys foren fets presoners o executats. Husayn Xah Langah II fou fet presoner i el govern de Multan confiat a Khwadja xams al-Din Mahuni.
Husayn va tornar a Bhakkar on va saber que Ray Khangar de Kutch (Kachchh) es preparava per atacar Thatta; es va dirigir a aquesta ciutat i va enfrontar a l'enemic al que va derrotar (1528).
El 1540 Humayun, derrotat per Xer-Xah Surí, es va refugiar al Sind i va demanar ajut a Husayn, però aquest va desconfiar i li va donar llargues. Llavors les forces d'Humayun van ocupar la fortalesa de Bhakkar el comandament del qual va quedar en mans de Yadgar Nasir Mirza, oncle o cosí d'Humayun (1541); el novembre de 1541 Humayun va assetjar Sehvan, però atacat per Xah Husayn aquest va aconseguir que Humayun fos abandonat per Yadgar Nasir amb nombrosos soldats Finalment Husayn i Humayun es van entendre i el sobirà del Sind va acceptar fer alguns serveis a Humayun però quan l'ex emperador va sortir del territori no va tardar a expulsar a Yadgar Nasir Mirza i recuperar la fortalesa (1542). Humayun es va retirar alexores a Jodhpur, via Jaisalmer i Amarkot. Fou allà, a Amarkot o Umarkot, que va néixer el 15 d'octubre de 1542 el seu fill i successor Akbar. Després va anar a Jun on va estar de sis a nou mesos en lluita contra Husayn, i finalment es va dirigir cap a Kandahar (1543).
El 1554 els seus parents i vassalls de Thatta, els Tarkhan, es van revoltar contra Husayn, al que molts nobles consideraven un tirà insuportable Mirza Muhàmmad Isa Tarkhan, que era membre de la branca vella dels arghun, fou aclamat sultà i va demanar ajut als portuguesos establerts a Vasai. Sembla que finalment es va produir un acord i la revolta va avortar, però Husayn, afeblit, hauria quedat paralític i ja no tenia capacitat per conquerir Thatta i d'altra banda no tenia fills mascles i a la seva mort els Tarkhan assolirien el poder. Mentre una força portuguesa de 700 homes dirigida per Pedro Barreto Rolim va arribar a Thatta el 1555, i va trobar Muhàmmad Isa ja instal·lat còmodament al tron i sense necessitar la seva ajuda. Els portuguesos van demanar un pagament pel servei, que els fou refusat, i llavors van saquejar Thatta i van matar a milers de persones.
Husayn va morir a la vila d'Alipoto el 4 de febrer de 1555 quan tenia 66 anys i després de regnar 34 anys. Fou enterrat prop de Thatta i més tard (vers 1557) portat a la Meca: Una de les seves filles, Chuchak Begam, fou l'esposa del príncep Kamran Mirza, el germà d'Humayun, al que va acompanyar al seu exili a la Meca després que fou cegat per orde de l'emperador.